# Chloroclystis ochrea
Chloroclystis ochrea är en fjärilsart som beskrevs av Derenne 1932. Chloroclystis ochrea ingår i släktet Chloroclystis och familjen mätare. Inga underarter finns listade i Catalogue of Life.